# Baia Amanda
La baia Amanda, conosciuta anche come Hovde Cove, si trova nella parte meridionale della baia di Prydz, sulla costa di Ingrid Christensen nella Terra della Principessa Elisabetta nell'Antartide orientale. È conosciuta per la sua colonia riproduttiva di diverse migliaia di coppie di pinguini imperatori nella banchisa a sud-ovest della baia.

## Territorio
La baia è posizionata a sud-ovest dei Brattstrand Bluffs, tra i colli Vestfold che sono a circa 75 km a nord-est e i colli Larsemann a 22 km a sud-ovest. È lunga circa 6 km (3,7 miglia) e larga 3 km (1,9 miglia) e si apre a nord-ovest nella molto più grande baia di Prydz. Il lato sud-occidentale della baia è fiancheggiato dalla lingua di ghiaccio di Flatnes con l'isola di Cowell all'angolo occidentale. I lati orientale e meridionale sono delimitati dalle scogliere di ghiaccio del Ghiacciaio Hovde, con l'isola Hovde a nord-est. Piccoli isolotti sono presenti all'interno della baia e diverse isole senza nome a pochi chilometri dalla costa. La baia è generalmente piena di fast ice anche durante l'estate

## Storia
La costa nelle vicinanze della baia fu vista per la prima volta e chiamata costa di Ingrid Christensen dal Capitano Mikkelsen della nave norvegese Thorshavn il 20 febbraio 1935. Alcune fotografie aeree della costa furono scattate durante una spedizione finanziata da Lars Christensen nel 1937 così come da l'Operazione Highjump della Marina americana nel 1947 per scopi di ricognizione.
Nell'estate 1954-55, la spedizione di ricerca antartica australiana (in inglese: Australian National Antarctic Research Expeditions - ANARE) esplorò le acque della baia di Prydz sul Kista Dan. La prima spedizione via terra registrata nella zona fu effettuata il 5 febbraio 1955 sull'isola di Lichen da un gruppo di slittini guidati da Phillip Law. Ulteriori fotografie aeree furono intraprese dall'ANARE dal 1957 al 1960, con la prima visita registrata alla baia avvenuta nell'agosto 1957 da parte di un gruppo di rilevatori dalla stazione Davis. Durante il volo di ritorno l'area fu fotografata e chiamata baia Amanda in onore della figlia appena nata del pilota, il capo squadrone della RAAF Peter Clemence.

## Area Specialmente Protetta dell'Antartide
Il sito è protetto dal Trattato Antartico come Area Specialmente Protetta dell'Antartide (codice ASPA 169), soprattutto per la sua colonia di pinguini imperatori. Il sito è stato designato come Important Bird and Biodiversity Area (area importante per uccelli e biodiversità) da BirdLife International per lo stesso motivo.